# Perruche omnicolore
Platycercus eximius
Espèce
Statut de conservation UICN

 LC  : Préoccupation mineure
Statut CITES

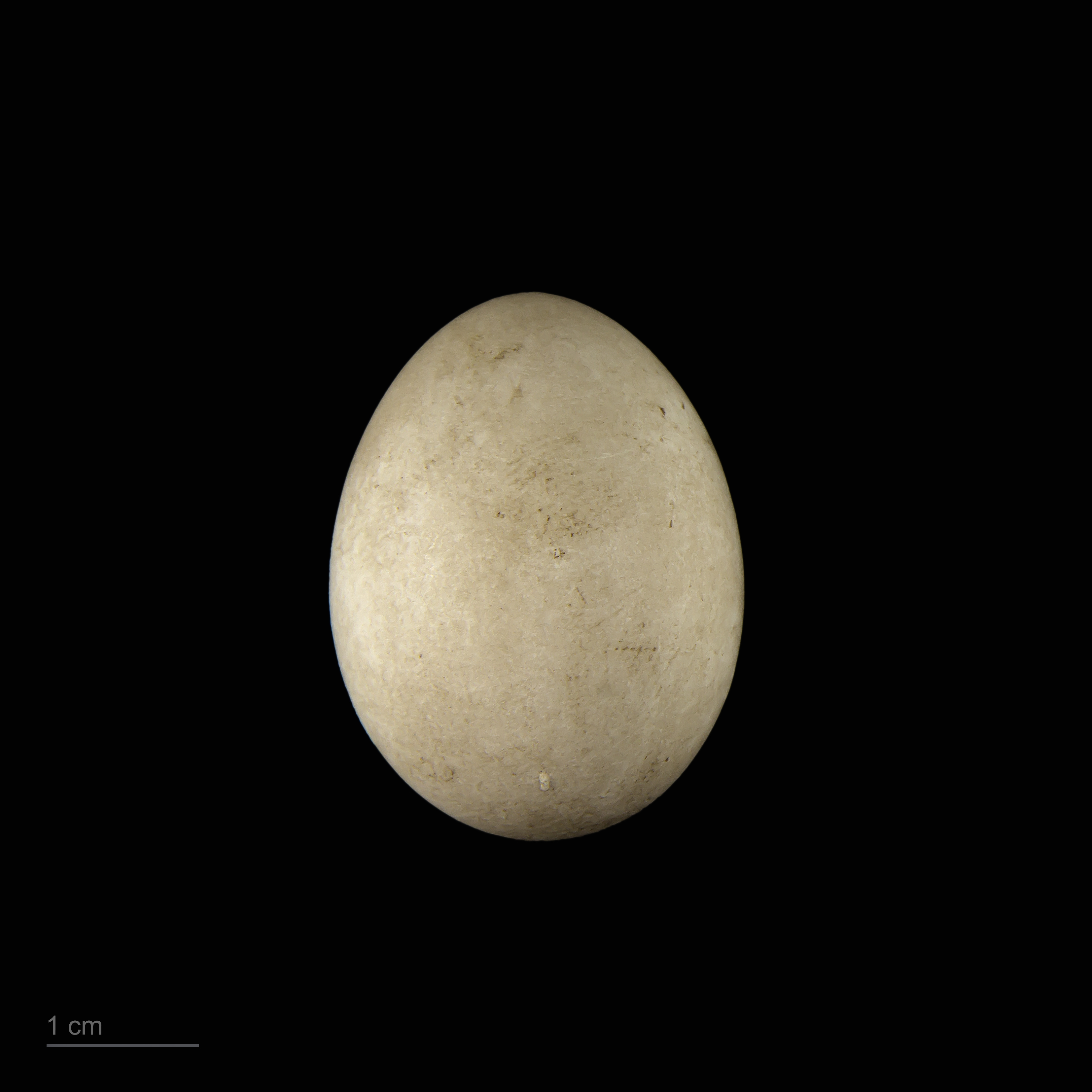
Œuf de Platycercus eximius - Muséum de Toulouse

La Perruche omnicolore (Platycercus eximius) est une espèce d'oiseau de la famille des Psittacidae.
On la retrouve au sud-est de l'Australie, en Nouvelle-Zélande et en Tasmanie.

## Description
D'une longueur moyenne comprise entre 29 et 33 cm pour une masse de 70 à 100 g, la Perruche omnicolore est, comme son nom l'indique, dotée d'un plumage très coloré. Les plumes du dos sont noires bordées de jaune et de jaune-vert, la tête et le haut de poitrine sont rouge vif, le ventre est jaune, les joues et le menton sont blanc laiteux, le bas de la poitrine est jaune, l'abdomen est vert clair, le croupion bleu clair, le bec gris, les yeux brun foncé, et les pattes grises.
L'espèce présente un dimorphisme sexuel puisque la femelle a la tête et la poitrine moins rouge que le mâle, une bande sous-alaire blanche, des joues blanches tirant légèrement sur le gris, ainsi qu'une coloration plus terne que celle du mâle. Le mâle quant à lui a le crâne plus aplati que la femelle. Les jeunes ressemblent à la femelle, l'arrière de leur tête et leur nuque sont verts.

## Longévité
Si sa longévité est de l'ordre de 12 à 15 ans à l'état sauvage, elle peut dépasser les 20 ans en captivité, âge auquel elle arrive encore à se reproduire.

## Habitat
Cette espèce se rencontre principalement dans les régions boisées et les savanes jusqu'à 1 300 mètres d'altitude, toujours à proximité de cours d'eau, d'habitations et de champs cultivés ou de vergers, où elle peut faire de gros dégâts. Elle se protège de la chaleur de la pleine journée en se cachant dans les eucalyptus.

## Distribution
Cette espèce peuple le sud-est de l'Australie, la Nouvelle-Zélande (où elle a été introduite), et la Tasmanie,

## Alimentation
Elle se nourrit principalement de graines, de fleurs, de fruits, et parfois d'insectes. Elle raffole des baies de pyracantha et d'aubépine, et cherche aussi les graminées sur le sol, mais parfois la perruche omnicolore aime aussi déguster des cacahuètes.

## Mode de vie
Les perruches omnicolores sont d'un caractère très sociable entre elles, vivent par petits groupes en hiver et se séparent par couple pour la reproduction. Il faut éviter de les mettre avec d'autres espèces, surtout pendant cette période.

## Reproduction
La saison de reproduction se situe au printemps, et si un trou d'arbre lui sert habituellement de nid, elle peut tout aussi bien loger dans une souche au sol, voire un terrier de lapin.
La femelle, qui peut se reproduire plusieurs fois dans l'année, pond entre 4 et 6 œufs blancs qu'elle va couver durant 21 jours. Les premiers jours, les petits sont nourris uniquement par leur mère puis, plus tard, par le père également. Après 4 à 5 semaines ils ont pris leur premier plumage, mais seront nourris par les parents jusqu’à leur indépendance. Au bout de 5 à 6 semaines après leur naissance, ils quittent le nid, mais seront encore dépendants des parents pour 2 semaines. Ils acquièrent leur plumage d’adulte vers la fin de leur première année d'existence.

## Mutations
Les mutations sont très nombreuses au sein de cette espèce, et pour n'en citer que quelques-unes :
- à ailes blanches
- bleue
- cinnamon
- jaune aux yeux noirs
- mélanique = noire
- opaline = rouge
- pastel
- lutino

Récemment est apparue une mutation « dorée », qui reste un cas exceptionnel, puisqu'elle ne concerne à l'heure actuelle que moins d'une dizaine de perruches omnicolores dans le monde.
Seules certaines variétés sont considérées comme domestiques.